# Heterobostrychus unicornis
Heterobostrychus unicornis es una especie de escarabajo del género Heterobostrychus, familia Bostrichidae. Fue descrita científicamente por Waterhouse en 1879.
Se distribuye por China, India, Madagascar, Mozambique, Birmania y Vietnam. La especie se mantiene activa durante el mes de mayo.